# 23e conseil des ministres du Canada
Confédération canadienne
22e conseil des ministres 24e conseil des ministres
Le 23e conseil des ministres du Canada fut formé du cabinet durant le gouvernement de John Turner. Ce conseil fut en place du 30 juin au 17 septembre 1984, incluant seulement les neuf derniers jours de la 32e. Ce gouvernement fut dirigé par le Parti libéral du Canada.

## Composition
| Fonction | Titulaire | Titulaire              | Parti   |
| --- | --------- | ---------------------- | ------- |
| Premier ministre |           | John Turner            | Libéral |
| Vice-premier ministre Secrétaire d'État aux Affaires extérieures                                                                    |           | Jean Chrétien          | Libéral |
| Ministre des Affaires indiennes et du Nord canadien                                                                                 |           | Douglas Cockburn Frith | Libéral |
| Ministre de l'Agriculture |           | Ralph Ferguson         | Libéral |
| Ministre des Affaires des Anciens combattants                                                                                       |           | W. Bennett Campbell    | Libéral |
| Ministre des Approvisionnements et Services Ministre des Travaux publics                                                            |           | Charles Lapointe       | Libéral |
| Ministre du Commerce extérieur |           | Francis Fox            | Libéral |
| Ministre des Communications Ministre de l'Expansion industrielle régionale Ministre d'État chargé des Sciences et de la Technologie |           | Ed Lumley (en)         | Libéral |
| Président du Conseil privé de la Reine pour le Canada Ministre du Travail Ministre d'État au Développement économique et régional   |           | André Ouellet          | Libéral |
| Président du Conseil du Trésor |           | Herb Gray              | Libéral |
| Ministre de la Consommation et des Corporations Ministre d'État chargé du Développement social                                      |           | Judy Erola             | Libéral |
| Ministre de la Défense nationale |           | Jean-Jacques Blais     | Libéral |
| Ministre de l'Emploi et de l'Immigration                                                                                            |           | John Roberts           | Libéral |
| Ministre de l'Énergie, des Mines et des Ressources naturelles                                                                       |           | Gerald Regan           | Libéral |
| Ministre de l'Environnement |           | Charles Caccia         | Libéral |
| Ministre des Finances |           | Marc Lalonde           | Libéral |
| Ministre de la Justice Procureur général                                                                                            |           | Don Johnston           | Libéral |
| Ministre des Pêches et des Océans                                                                                                   |           | Herb Breau             | Libéral |
| Ministre du Revenu national |           | Roy MacLaren           | Libéral |
| Ministre de la Santé nationale et du Bien-être social                                                                               |           | Monique Bégin          | Libéral |
| Ministre des Transports |           | Lloyd Axworthy         | Libéral |
| Secrétaire d'État |           | Serge Joyal            | Libéral |
| Solliciteur général |           | Robert Kaplan          | Libéral |
| Ministre d'État |           |                        |         |
| Ministre d'État (Développement régional)                                                                                            |           | Rémi Bujold            | Libéral |
| Ministre d'État (Jeunesse) Ministre d'État (Santé et Sport amateur)                                                                 |           | Jean Lapierre          | Libéral |
| Ministre d'État (Multiculturalisme)                                                                                                 |           | David Collenette       | Libéral |
| Ministre d'État (Petites entreprises et Tourisme)                                                                                   |           | David Paul Smith       | Libéral |
| Ministre d'État (Transports) |           | Bill Rompkey           | Libéral |
| Fonctions parlementaires |           |                        |         |
| Leader du gouvernement à la Chambre des communes                                                                                    |           | André Ouellet          | Libéral |
| Leader du gouvernement au Sénat |           | Allan MacEachen        | Libéral |